# Burn to Shine
Burn to Shine – album Bena Harpera wydany w 1999.

## Lista utworów
Wszystkie piosenki wykonane przez Bena Harpera
1. "Alone" – 3:58
2. "The Woman in You" – 5:41
3. "Less" – 4:05
4. "Two Hands of a Prayer" – 7:50
5. "Please Bleed" – 4:37
6. "Suzie Blue" – 4:29
7. "Steal My Kisses" – 4:05
8. "Burn to Shine" – 3:34
9. "Show Me a Little Shame" – 3:44
10. "Forgiven" – 5:17
11. "Beloved One" – 4:03
12. "In the Lord's Arms" – 3:06